# Begraafplaats van Couin
De Begraafplaats van Couin is een gemeentelijke begraafplaats in het Franse dorp Couin (departement Pas-de-Calais). De begraafplaats ligt langs een smalle landweg op 600 m ten zuidwesten van het dorpscentrum (Église Saint-Pierre). Ze ligt op een lichte helling en wordt omsloten door een haag en heesters. In het midden van het terrein staat een kapel. De toegang bestaat uit een tweedelig traliehek tussen bakstenen zuilen. De niet zo talrijke graven liggen aan weerszijden van een centraal pad.

## Brits militair graf
Rechts van de ingang van de begraafplaats ligt het graf van de Australische militair Victor Alexander Douglas McPhee, sergeant bij het Australian Army Medical Corps. Hij sneuvelde op 10 april 1918. Zijn graf wordt onderhouden door de Commonwealth War Graves Commission en is daar geregistreerd onder Couin Communal Cemetery.
Op het grondgebied van de gemeente liggen ook de Britse militaire begraafplaatsen Couin British Cemetery en Couin New British Cemetery.